# The Kingsmen
The Kingsmen é uma banda de garage rock de Portland, Oregon. São mais conhecidos por sua cover da canção "Louie Louie" de Richard Berry, lançada em 1963, que manteve a segunda colocação das paradas da Billboard por seis semanas.

## Discografia
- 1963 The Kingsmen In Person
- 1964 The Kingsmen, Volume II
- 1965 The Kingsmen, Volume 3
- 1965 The Kingsmen on Campus
- 1966 15 Great Hits
- 1966 Up and Away
- 1966 The Kingsmen - Greatest Hits
- 1980 The Kingsmen – A Quarter To Three
- 1980 The Kingsmen - Ya Ya
- 1980 The Kingsmen - House Party
- 1981 The Kingsmen - Greatest Hits
- 1992 Live and Unreleased (gravado em 1963)
- 1994 Since We’ve Been Gone (gravado em 1967)
- 1995 The Kingsmen – Plugged
- 2003 Garage Sale